# Liste der deutschen Zollämter

Logo der Zollverwaltung

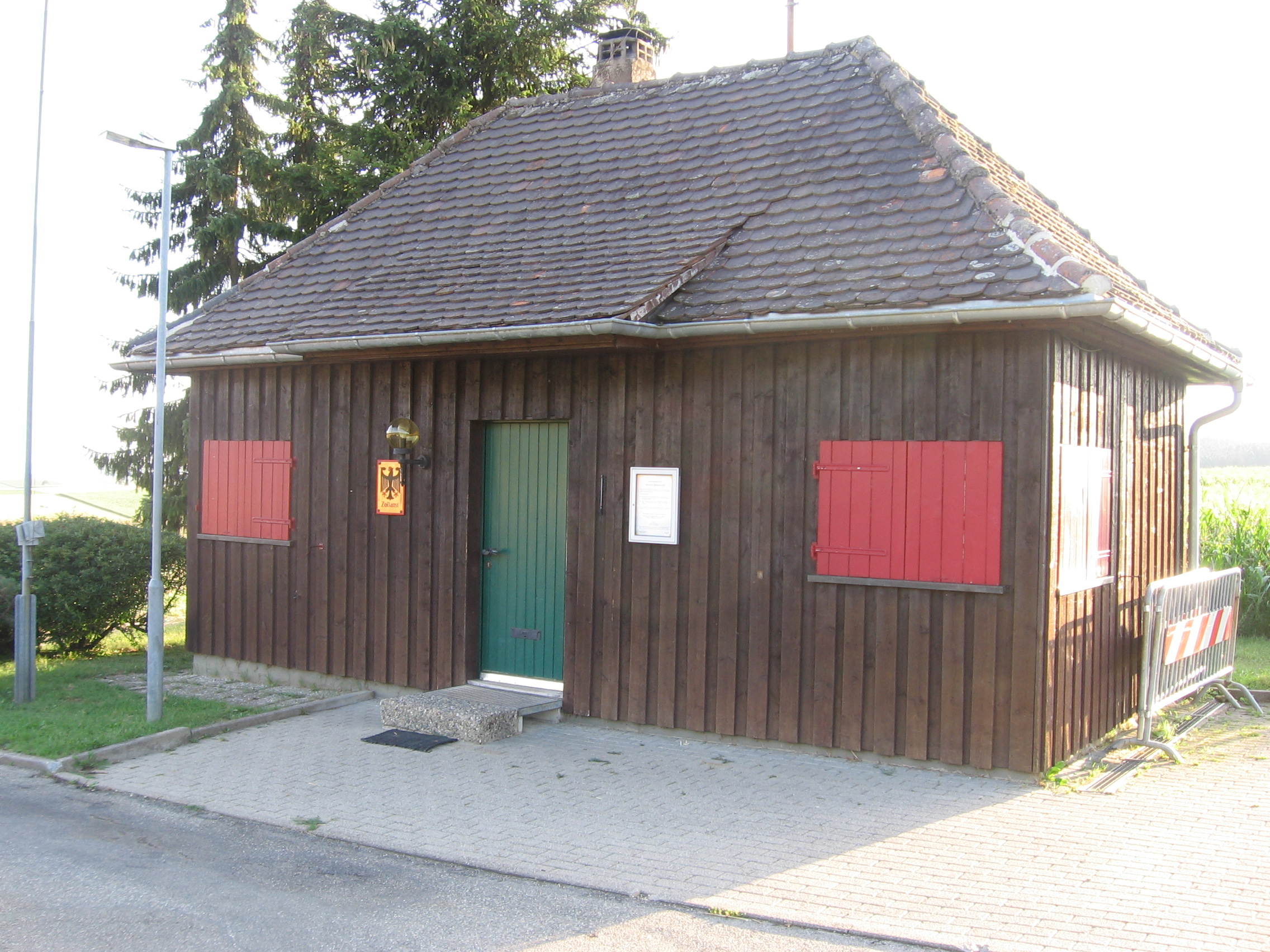
Zollamt Fützen an der Deutsch-Schweizer Grenze

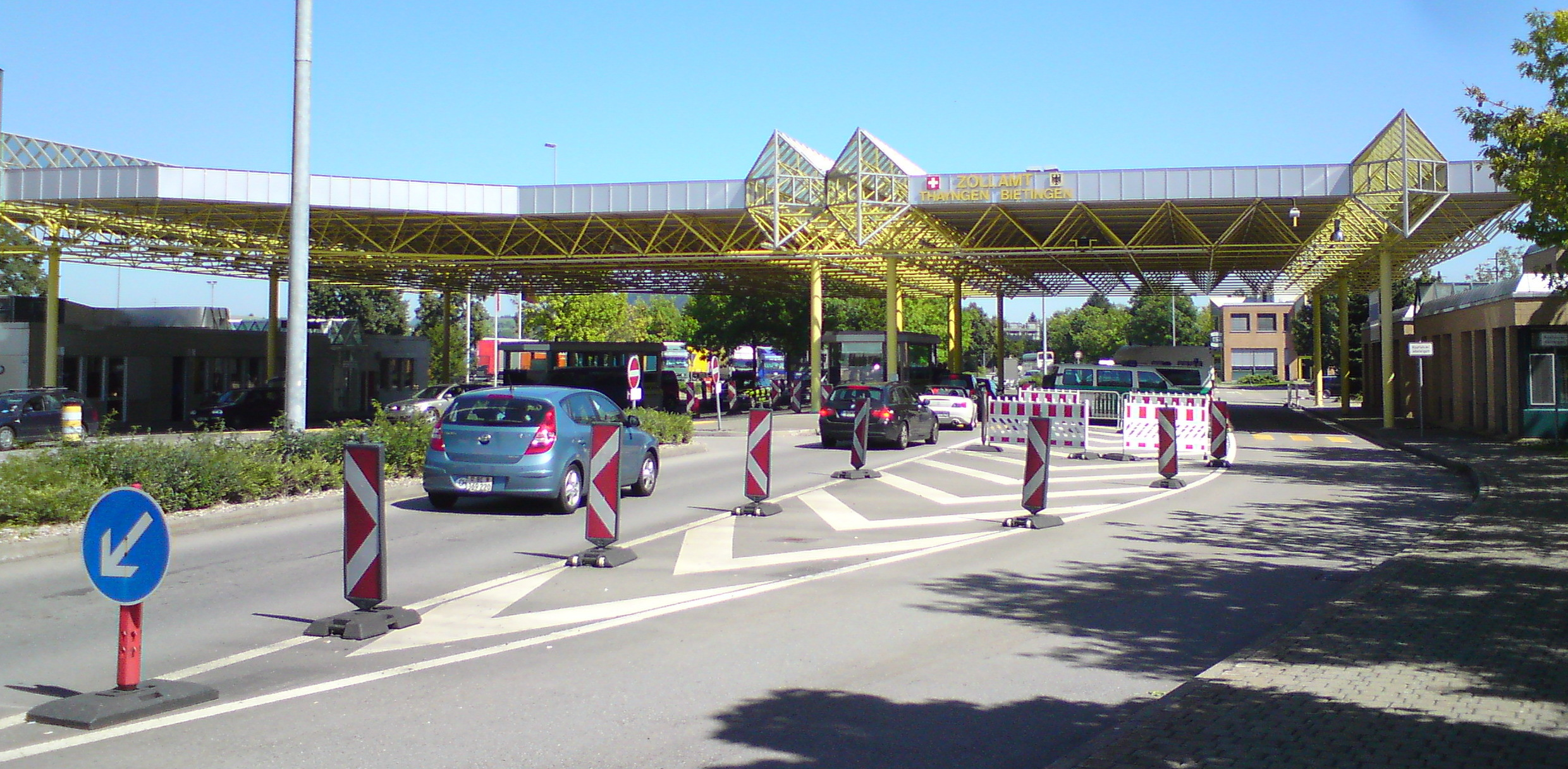
Zollamt & Grenzübergang an der Schweizer Grenze Bietingen/Thayngen

Diese Liste der deutschen Zollämter führt alle Zollämter und die dazugehörigen Abfertigungsstellen der Zollverwaltung der Bundesrepublik Deutschland auf. (Stand: 1. Juni 2016)
Zollämter und Abfertigungsstellen sind Teile eines Hauptzollamtes, nur dem Hauptzollamt Hamburg-Jonas sind keine Zollämter nachgeordnet. Die Hauptzollämter unterstanden bis 31. Dezember 2015 den fünf Bundesfinanzdirektionen. Seit 1. Januar 2016 sind sie der Generalzolldirektion nachgeordnet.

## Hinweise zur Handhabung der Listen
Die Liste ist sortierbar. Die Spalten Zollamt und Abfertigungsstellen enthalten den offiziellen Namen des Zollamtes beziehungsweise der Abfertigungsstelle. In der Regel stimmt der Name mit dem Ort überein, an dem sich das Zollamt/Abfertigungsstelle befindet. In manchen Fällen, zum Beispiel wenn das Zollamt am gleichen Ort wie das Hauptzollamt untergebracht ist, wird das Zollamt ohne Ortszusatz beziehungsweise mit Straßenangabe bezeichnet. In diesen Fällen ist der Ort in der Tabelle in Klammern angegeben und kursiv geschrieben, um das Zollamt geographisch einzuordnen. Dies gilt auch bei den Angaben Messe, Flughafen, Hafen, Hauptbahnhof oder Güterbahnhof oder, wenn das Zollamt den Namen eines Stadtteils trägt. Die Spalten können nach dem Ort des Zollamtes/der Abfertigungsstelle sortiert werden.
Die Spalte Hauptzollamt gibt den Namen der jeweiligen vorgesetzten Behörde an. Die Spalte Bundesland enthält das jeweilige Bundesland, in dem das Zollamt liegt. Sollte sich ein Zollamt auf ausländischem Gebiet befinden, so wird das angrenzende deutsche Bundesland angegeben. Die Spalte Lage gibt an, ob sich das Zollamt an einer EU-Außengrenze befindet oder im Inland. Als EU-Außengrenzen sind Flughäfen, die Deutsch-Schweizer-Grenze sowie die Ost- und die Nordsee angegeben. Die Spalte Dienststellenschlüssel enthält den von der Zollverwaltung vergebenen Schlüssel der Dienststelle.

## Zollämter
| Zollamt                                   | Hauptzollamt      | Bundesland             | Lage                     | Dienststellenschlüssel |
| ----------------------------------------- | ----------------- | ---------------------- | ------------------------ | ---------------------- |
| Aalen                                     | Ulm               | Baden-Württemberg      | Binnen                   | 9651                   |
| Albbruck                                  | Singen            | Baden-Württemberg      | Deutsch-Schweizer Grenze | 4210                   |
| Albstadt                                  | Ulm               | Baden-Württemberg      | Binnen                   | 9501                   |
| Altötting (Autobahn)                      | Rosenheim         | Bayern                 | Binnen                   | 7455                   |
| Am Flughafen (Erfurt)                     | Erfurt            | Thüringen              | Binnen                   | 3003                   |
| Amberg                                    | Regensburg        | Bayern                 | Binnen                   | 8801                   |
| Anröchte                                  | Bielefeld         | Nordrhein-Westfalen    | Binnen                   | 8351                   |
| Ansbach-Weißenburg (Ansbach)              | Nürnberg          | Bayern                 | Binnen                   | 8751                   |
| Appenweier                                | Lörrach           | Baden-Württemberg      | Binnen                   | 3956                   |
| Arnsberg                                  | Bielefeld         | Nordrhein-Westfalen    | Binnen                   | 8352                   |
| Aschaffenburg                             | Schweinfurt       | Bayern                 | Binnen                   | 8851                   |
| Aschersleben                              | Magdeburg         | Sachsen-Anhalt         | Binnen                   | 7352                   |
| Bad Hersfeld                              | Gießen            | Hessen                 | Binnen                   | 3401                   |
| Bad Oeynhausen                            | Bielefeld         | Nordrhein-Westfalen    | Binnen                   | 8005                   |
| Bad Reichenhall-Autobahn                  | Rosenheim         | Bayern                 | Binnen                   | 7458                   |
| Bad Säckingen                             | Singen            | Baden-Württemberg      | Binnen                   | 4209                   |
| Baden-Baden                               | Karlsruhe         | Baden-Württemberg      | Binnen                   | 5853                   |
| Bahnhof (Singen)                          | Singen            | Baden-Württemberg      | Binnen                   | 4105                   |
| Baltersweil (Dettighofen)                 | Singen            | Baden-Württemberg      | Deutsch-Schweizer Grenze | 4213                   |
| Bamberg                                   | Schweinfurt       | Bayern                 | Binnen                   | 8601                   |
| Deutsches Zollamt Basel                   | Lörrach           | Baden-Württemberg      | Deutsch-Schweizer Grenze | 4058                   |
| Bayreuth                                  | Schweinfurt       | Bayern                 | Binnen                   | 8602                   |
| Beckum                                    | Bielefeld         | Nordrhein-Westfalen    | Binnen                   | 8356                   |
| Bensheim                                  | Darmstadt         | Hessen                 | Binnen                   | 3201                   |
| Berlin-Flughafen Schönefeld (Schönefeld)  | Potsdam           | Berlin                 | Flughafen                | 2102                   |
| Berlin-Flughafen Tegel                    | Potsdam           | Berlin                 | Flughafen                | 2105                   |
| Biberach                                  | Ulm               | Baden-Württemberg      | Binnen                   | 9657                   |
| Bietingen (Gottmadingen)                  | Singen            | Baden-Württemberg      | Binnen                   | 4101                   |
| Böblingen                                 | Stuttgart         | Baden-Württemberg      | Binnen                   | 9551                   |
| Bocholt                                   | Münster           | Nordrhein-Westfalen    | Binnen                   | 8302                   |
| Bochum                                    | Dortmund          | Nordrhein-Westfalen    | Binnen                   | 8051                   |
| Bonn                                      | Köln              | Nordrhein-Westfalen    | Binnen                   | 7152                   |
| Brake                                     | Oldenburg         | Niedersachsen          | Nordsee                  | 5301                   |
| Braunschweig-Broitzem                     | Braunschweig      | Niedersachsen          | Binnen                   | 4930                   |
| (Bremen)                                  | Bremen            | Bremen                 | Nordsee                  | 2325                   |
| Bremerhaven                               | Bremen            | Bremen                 | Nordsee                  | 2452                   |
| Bruchsal                                  | Karlsruhe         | Baden-Württemberg      | Binnen                   | 5852                   |
| Brunsbüttel                               | Itzehoe           | Schleswig-Holstein     | Nordsee                  | 6151                   |
| Bühl (Klettgau)                           | Singen            | Baden-Württemberg      | Deutsch-Schweizer Grenze | 4214                   |
| Büßlingen (Tengen)                        | Singen            | Baden-Württemberg      | Deutsch-Schweizer Grenze | 4109                   |
| Celle                                     | Hannover          | Niedersachsen          | Binnen                   | 5111                   |
| Charlottenburger Allee (Aachen)           | Aachen            | Nordrhein-Westfalen    | Binnen                   | 7054                   |
| Chemnitz                                  | Erfurt            | Sachsen                | Binnen                   | 5530                   |
| Coburg                                    | Schweinfurt       | Bayern                 | Binnen                   | 8605                   |
| Coesfeld                                  | Münster           | Nordrhein-Westfalen    | Binnen                   | 8303                   |
| Cuxhaven                                  | Oldenburg         | Niedersachsen          | Nordsee                  | 4501                   |
| (Darmstadt)                               | Darmstadt         | Hessen                 | Binnen                   | 3230                   |
| Deißlingen                                | Singen            | Baden-Württemberg      | Binnen                   | 4106                   |
| Dessau-Ost                                | Magdeburg         | Sachsen-Anhalt         | Binnen                   | 7361                   |
| Dettelbach-Mainfrankenpark                | Schweinfurt       | Bayern                 | Binnen                   | 8857                   |
| Dogern                                    | Singen            | Baden-Württemberg      | Deutsch-Schweizer Grenze | 4215                   |
| Donautal (Ulm)                            | Ulm               | Baden-Württemberg      | Binnen                   | 9656                   |
| Donauwörth                                | Augsburg          | Bayern                 | Binnen                   | 7402                   |
| Dreilinden (Berlin)                       | Berlin            | Berlin                 | Binnen                   | 2152                   |
| (Dresden)                                 | Dresden           | Sachsen                | Binnen                   | 5580                   |
| Düren                                     | Aachen            | Nordrhein-Westfalen    | Binnen                   | 7064                   |
| Eberswalde                                | Frankfurt (Oder)  | Brandenburg            | Binnen                   | 3752                   |
| Ebringen (Gottmadingen)                   | Singen            | Baden-Württemberg      | Deutsch-Schweizer Grenze | 4110                   |
| Eckendorfer Straße (Bielefeld)            | Bielefeld         | Nordrhein-Westfalen    | Binnen                   | 8001                   |
| Eggingen                                  | Singen            | Baden-Württemberg      | Deutsch-Schweizer Grenze | 4224                   |
| Eisenach                                  | Erfurt            | Thüringen              | Binnen                   | 3002                   |
| Emden                                     | Oldenburg         | Niedersachsen          | Nordsee                  | 5004                   |
| Emmerich                                  | Duisburg          | Nordrhein-Westfalen    | Binnen                   | 2701                   |
| Erlangen-Tennenlohe                       | Nürnberg          | Bayern                 | Binnen                   | 8752                   |
| Erzingen (Klettgau)                       | Singen            | Baden-Württemberg      | Binnen                   | 4201                   |
| Essen                                     | Duisburg          | Nordrhein-Westfalen    | Binnen                   | 2651                   |
| Eulerstraße (Münster)                     | Münster           | Nordrhein-Westfalen    | Binnen                   | 8304                   |
| Finsterwalde                              | Frankfurt (Oder)  | Brandenburg            | Binnen                   | 3601                   |
| Fledder (Osnabrück)                       | Osnabrück         | Niedersachsen          | Binnen                   | 5380                   |
| Flensburg                                 | Itzehoe           | Schleswig-Holstein     | Binnen                   | 6133                   |
| Flughafen (Bremen)                        | Bremen            | Bremen                 | Flughafen                | 2301                   |
| Flughafen (Dortmund)                      | Dortmund          | Nordrhein-Westfalen    | Flughafen                | 8131                   |
| Flughafen (Düsseldorf)                    | Düsseldorf        | Nordrhein-Westfalen    | Flughafen                | 2601                   |
| Flughafen (Greven)                        | Münster           | Nordrhein-Westfalen    | Binnen                   | 8306                   |
| Flughafen (Langenhagen)                   | Hannover          | Niedersachsen          | Flughafen                | 5103                   |
| Flughafen (Hallbergmoos)                  | München           | Bayern                 | Flughafen                | 7650                   |
| Flughafen (Nürnberg)                      | Nürnberg          | Bayern                 | Flughafen                | 8755                   |
| Flughafen (Saarbrücken)                   | Saarbrücken       | Saarland               | Flughafen                | 9304                   |
| Flughafen (Filderstadt)                   | Stuttgart         | Baden-Württemberg      | Flughafen                | 9555                   |
| Flughafen Dresden                         | Dresden           | Sachsen                | Flughafen                | 5552                   |
| Flughafen Köln/Bonn                       | Köln              | Nordrhein-Westfalen    | Flughafen                | 7154                   |
| Flughafen Leipzig                         | Dresden           | Sachsen                | Flughafen                | 5604                   |
| Flughafen Paderborn/Lippstadt             | Bielefeld         | Nordrhein-Westfalen    | Flughafen                | 8380                   |
| Forst-Autobahn                            | Frankfurt (Oder)  | Brandenburg            | Binnen                   | 3603                   |
| Fracht (Frankfurt)                        | Frankfurt am Main | Hessen                 | Flughafen                | 3302                   |
| Frankfurt (Oder) – Autobahn               | Frankfurt (Oder)  | Brandenburg            | Binnen                   | 3652                   |
| Frankfurt am Main-Osthafen                | Frankfurt am Main | Hessen                 | Binnen                   | 3358                   |
| Freiburg                                  | Lörrach           | Baden-Württemberg      | Binnen                   | 3954                   |
| Friedrichshafen                           | Ulm               | Baden-Württemberg      | Binnen                   | 9402                   |
| Fulda                                     | Gießen            | Hessen                 | Binnen                   | 3430                   |
| Fürstenwalde                              | Frankfurt (Oder)  | Brandenburg            | Binnen                   | 3656                   |
| Furth im Wald                             | Regensburg        | Bayern                 | Binnen                   | 8902                   |
| Fützen (Blumberg)                         | Singen            | Baden-Württemberg      | Deutsch-Schweizer Grenze | 4216                   |
| Gaienhofen (Gottmadingen)                 | Singen            | Baden-Württemberg      | Deutsch-Schweizer Grenze | 4111                   |
| Gailingen                                 | Singen            | Baden-Württemberg      | Deutsch-Schweizer Grenze | 4112                   |
| Garching-Hochbrück                        | München           | Bayern                 | Binnen                   | 7602                   |
| Gelsenkirchen                             | Dortmund          | Nordrhein-Westfalen    | Binnen                   | 8052                   |
| Germersheim                               | Saarbrücken       | Rheinland-Pfalz        | Binnen                   | 6653                   |
| Göggingen (Augsburg)                      | Augsburg          | Bayern                 | Binnen                   | 7401                   |
| Göppingen                                 | Ulm               | Baden-Württemberg      | Binnen                   | 9652                   |
| Goslar                                    | Braunschweig      | Niedersachsen          | Binnen                   | 5052                   |
| Göttingen                                 | Braunschweig      | Niedersachsen          | Binnen                   | 5080                   |
| Gottmadingen                              | Singen            | Baden-Württemberg      | Deutsch-Schweizer Grenze | 4115                   |
| Grenzacherhorn (Grenzach-Wyhlen)          | Lörrach           | Baden-Württemberg      | Deutsch-Schweizer Grenze | 4051                   |
| Gummersbach                               | Köln              | Nordrhein-Westfalen    | Binnen                   | 7153                   |
| Günzgen (Hohentengen am Hochrhein)        | Singen            | Baden-Württemberg      | Deutsch-Schweizer Grenze | 4217                   |
| Heilbronn                                 | Heilbronn         | Baden-Württemberg      | Binnen                   | 9452                   |
| Hafen (Nürnberg)                          | Nürnberg          | Bayern                 | Binnen                   | 8756                   |
| Hafencity (Hamburg)                       | Hamburg           | Hamburg                | Binnen                   | 4603                   |
| Hafen (Stuttgart)                         | Stuttgart         | Baden-Württemberg      | Binnen                   | 9552                   |
| Hagen                                     | Dortmund          | Nordrhein-Westfalen    | Binnen                   | 8101                   |
| Hahn-Flughafen (Lautzenhausen)            | Koblenz           | Rheinland-Pfalz        | Flughafen                | 6756                   |
| Hallbergmoos                              | Landshut          | Bayern                 | Binnen                   | 7501                   |
| Halle (Saale)                             | Magdeburg         | Sachsen-Anhalt         | Binnen                   | 7362                   |
| Hamburg-Flughafen                         | Itzehoe           | Hamburg                | Flughafen                | 4701                   |
| (Hamburg)                                 | Hamburg           | Hamburg                | Nordsee                  | 4851                   |
| Hameln                                    | Hannover          | Niedersachsen          | Binnen                   | 5053                   |
| Hanau                                     | Darmstadt         | Hessen                 | Binnen                   | 3352                   |
| Hannover-Nord                             | Hannover          | Niedersachsen          | Binnen                   | 5102                   |
| Heidelberg                                | Karlsruhe         | Baden-Württemberg      | Binnen                   | 5901                   |
| Heiligenhafen                             | Kiel              | Schleswig-Holstein     | Ostsee                   | 6302                   |
| Heinsberg                                 | Aachen            | Nordrhein-Westfalen    | Binnen                   | 7053                   |
| Helgoland                                 | Itzehoe           | Schleswig-Holstein     | Nordsee                  | 4506                   |
| Helmstedt-Autobahn                        | Braunschweig      | Niedersachsen          | Binnen                   | 4961                   |
| Herdern (Hohentengen am Hochrhein)        | Singen            | Baden-Württemberg      | Deutsch-Schweizer Grenze | 4218                   |
| Hildesheim                                | Braunschweig      | Niedersachsen          | Binnen                   | 5055                   |
| Hirschfeld                                | Erfurt            | Sachsen                | Binnen                   | 5756                   |
| Höchst (Frankfurt am Main)                | Frankfurt am Main | Hessen                 | Binnen                   | 3354                   |
| Hof-Marktredwitz (Hof)                    | Regensburg        | Bayern                 | Binnen                   | 8715                   |
| Hörbranz-Autobahn                         | Augsburg          | Bayern                 | Binnen                   | 7551                   |
| Husum                                     | Itzehoe           | Schleswig-Holstein     | Nordsee                  | 6155                   |
| Idar-Oberstein                            | Koblenz           | Rheinland-Pfalz        | Binnen                   | 6752                   |
| Ingolstadt                                | Augsburg          | Bayern                 | Binnen                   | 7403                   |
| Inzlingen                                 | Lörrach           | Baden-Württemberg      | Deutsch-Schweizer Grenze | 4060                   |
| Jena                                      | Erfurt            | Thüringen              | Binnen                   | 3004                   |
| Jestetten                                 | Singen            | Baden-Württemberg      | Binnen                   | 4203                   |
| Kaiserslautern                            | Saarbrücken       | Rheinland-Pfalz        | Binnen                   | 6501                   |
| (Karlsruhe)                               | Karlsruhe         | Baden-Württemberg      | Binnen                   | 5880                   |
| Kassel                                    | Gießen            | Hessen                 | Binnen                   | 3454                   |
| Kempten (Allgäu)                          | Augsburg          | Bayern                 | Binnen                   | 7553                   |
| (Kiel)                                    | Kiel              | Schleswig-Holstein     | Binnen                   | 6207                   |
| Wahn (Köln)                               | Köln              | Nordrhein-Westfalen    | Binnen                   | 7157                   |
| Konstanz-Autobahn                         | Singen            | Baden-Württemberg      | Deutsch-Schweizer Grenze | 4005                   |
| Konstanz-Emmishofer Tor                   | Singen            | Baden-Württemberg      | Deutsch-Schweizer Grenze | 4001                   |
| Konstanz-Güterbahnhof                     | Singen            | Baden-Württemberg      | Binnen                   | 4002                   |
| Konstanz-Kreuzlinger Tor                  | Singen            | Baden-Württemberg      | Deutsch-Schweizer Grenze | 4003                   |
| Konstanz-Paradieser Tor                   | Singen            | Baden-Württemberg      | Deutsch-Schweizer Grenze | 4010                   |
| Kreyenbrück (Oldenburg)                   | Oldenburg         | Niedersachsen          | Binnen                   | 5330                   |
| Laage                                     | Stralsund         | Mecklenburg-Vorpommern | Ostsee                   | 9102                   |
| Laufenburg                                | Singen            | Baden-Württemberg      | Binnen                   | 4204                   |
| Laufenburg-Stadt                          | Singen            | Baden-Württemberg      | Deutsch-Schweizer Grenze | 4207                   |
| Lemgo                                     | Bielefeld         | Nordrhein-Westfalen    | Binnen                   | 8004                   |
| Lingen                                    | Osnabrück         | Niedersachsen          | Binnen                   | 5356                   |
| Löbau                                     | Dresden           | Sachsen                | Binnen                   | 5687                   |
| Lohne                                     | Osnabrück         | Niedersachsen          | Binnen                   | 5355                   |
| Lottstetten                               | Singen            | Baden-Württemberg      | Binnen                   | 4205                   |
| Lübbecke                                  | Bielefeld         | Nordrhein-Westfalen    | Binnen                   | 8008                   |
| Lübeck                                    | Kiel              | Schleswig-Holstein     | Binnen                   | 6333                   |
| Lüdenscheid                               | Dortmund          | Nordrhein-Westfalen    | Binnen                   | 8104                   |
| Ludwigsburg                               | Heilbronn         | Baden-Württemberg      | Binnen                   | 9453                   |
| Ludwigsfelde                              | Potsdam           | Brandenburg            | Binnen                   | 3701                   |
| Ludwigshafen am Rhein                     | Karlsruhe         | Rheinland-Pfalz        | Binnen                   | 6654                   |
| Ludwigslust                               | Stralsund         | Mecklenburg-Vorpommern | Binnen                   | 9101                   |
| Lüneburg                                  | Hannover          | Niedersachsen          | Binnen                   | 5230                   |
| Magdeburg-Rothensee                       | Magdeburg         | Sachsen-Anhalt         | Binnen                   | 7380                   |
| Mainz                                     | Koblenz           | Rheinland-Pfalz        | Binnen                   | 6504                   |
| Mannheim                                  | Karlsruhe         | Baden-Württemberg      | Binnen                   | 5904                   |
| Marburg                                   | Gießen            | Hessen                 | Binnen                   | 3452                   |
| Marzahn (Berlin)                          | Berlin            | Berlin                 | Binnen                   | 2101                   |
| Memmingen                                 | Augsburg          | Bayern                 | Binnen                   | 7561                   |
| Messe (Hannover)                          | Hannover          | Niedersachsen          | Binnen                   | 5110                   |
| Mölln                                     | Kiel              | Schleswig-Holstein     | Binnen                   | 6310                   |
| Mönchengladbach                           | Krefeld           | Nordrhein-Westfalen    | Binnen                   | 2904                   |
| Mukran (Sassnitz)                         | Stralsund         | Mecklenburg-Vorpommern | Ostsee                   | 9154                   |
| Neubrandenburg                            | Stralsund         | Mecklenburg-Vorpommern | Binnen                   | 9030                   |
| Neuhaus (Blumberg)                        | Singen            | Baden-Württemberg      | Deutsch-Schweizer Grenze | 4102                   |
| Neuss                                     | Krefeld           | Nordrhein-Westfalen    | Binnen                   | 2906                   |
| Köln-West                                 | Köln              | Nordrhein-Westfalen    | Binnen                   | 7202                   |
| Nord (Düsseldorf)                         | Düsseldorf        | Nordrhein-Westfalen    | Binnen                   | 2604                   |
| Nossen                                    | Erfurt            | Sachsen                | Binnen                   | 5502                   |
| Nürtingen                                 | Ulm               | Baden-Württemberg      | Binnen                   | 9503                   |
| Oberelbe (Hamburg)                        | Hamburg           | Hamburg                | Binnen                   | 4605                   |
| Oberursel                                 | Gießen            | Hessen                 | Binnen                   | 3356                   |
| Öhningen                                  | Singen            | Baden-Württemberg      | Deutsch-Schweizer Grenze | 4117                   |
| Ost (Dortmund)                            | Dortmund          | Nordrhein-Westfalen    | Binnen                   | 8103                   |
| Paderborn                                 | Bielefeld         | Nordrhein-Westfalen    | Binnen                   | 8355                   |
| Papenburg                                 | Oldenburg         | Niedersachsen          | Nordsee                  | 5008                   |
| Passau                                    | Landshut          | Bayern                 | Binnen                   | 7703                   |
| Pforzheim                                 | Karlsruhe         | Baden-Württemberg      | Binnen                   | 5858                   |
| Pinneberg                                 | Itzehoe           | Schleswig-Holstein     | Binnen                   | 6156                   |
| Pirmasens                                 | Saarbrücken       | Rheinland-Pfalz        | Binnen                   | 6502                   |
| Plattling                                 | Landshut          | Bayern                 | Binnen                   | 7504                   |
| Pomellen                                  | Stralsund         | Mecklenburg-Vorpommern | Binnen                   | 9004                   |
| Ravensburg                                | Ulm               | Baden-Württemberg      | Binnen                   | 9404                   |
| Reckingen (Küssaberg)                     | Singen            | Baden-Württemberg      | Deutsch-Schweizer Grenze | 4221                   |
| (Regensburg)                              | Regensburg        | Bayern                 | Binnen                   | 8804                   |
| Reichenau                                 | Singen            | Baden-Württemberg      | Deutsch-Schweizer Grenze | 4012                   |
| Reischenhart (Raubling)                   | Rosenheim         | Bayern                 | Binnen                   | 7755                   |
| Reisholz                                  | Düsseldorf        | Nordrhein-Westfalen    | Binnen                   | 2607                   |
| Rendsburg                                 | Kiel              | Schleswig-Holstein     | Ostsee                   | 6206                   |
| Reutlingen                                | Ulm               | Baden-Württemberg      | Binnen                   | 9530                   |
| Rheine                                    | Münster           | Nordrhein-Westfalen    | Binnen                   | 8305                   |
| Rheinfelden                               | Lörrach           | Baden-Württemberg      | Deutsch-Schweizer Grenze | 4054                   |
| Rheinfelden-Autobahn                      | Lörrach           | Baden-Württemberg      | Binnen                   | 4062                   |
| Rheinhafen (Koblenz)                      | Koblenz           | Rheinland-Pfalz        | Binnen                   | 6551                   |
| Rheinheim (Küssaberg)                     | Singen            | Baden-Württemberg      | Deutsch-Schweizer Grenze | 4222                   |
| Rielasingen                               | Singen            | Baden-Württemberg      | Binnen                   | 4103                   |
| Rostock                                   | Stralsund         | Mecklenburg-Vorpommern | Ostsee                   | 9104                   |
| Rötteln (Hohentengen am Hochrhein)        | Singen            | Baden-Württemberg      | Deutsch-Schweizer Grenze | 4223                   |
| Ruhrort (Duisburg)                        | Duisburg          | Nordrhein-Westfalen    | Binnen                   | 2656                   |
| (Saarbrücken)                             | Saarbrücken       | Saarland               | Binnen                   | 9303                   |
| Schlatt am Randen (CH-Thayngen)           | Singen            | Baden-Württemberg      | Deutsch-Schweizer Grenze | 4119                   |
| Schöneberg (Berlin)                       | Berlin            | Berlin                 | Binnen                   | 2151                   |
| Schüttorf                                 | Osnabrück         | Niedersachsen          | Binnen                   | 5351                   |
| Schwanenhaus (Nettetal)                   | Krefeld           | Nordrhein-Westfalen    | Binnen                   | 2901                   |
| Schweinfurt-Londonstraße                  | Schweinfurt       | Bayern                 | Binnen                   | 8853                   |
| Siegen                                    | Dortmund          | Nordrhein-Westfalen    | Binnen                   | 8106                   |
| Soltau                                    | Hannover          | Niedersachsen          | Binnen                   | 5202                   |
| Stade                                     | Oldenburg         | Niedersachsen          | Nordsee                  | 5203                   |
| Stendal                                   | Magdeburg         | Sachsen-Anhalt         | Binnen                   | 7359                   |
| Stetten (Lörrach)                         | Lörrach           | Baden-Württemberg      | Binnen                   | 4053                   |
| Straelen-Autobahn                         | Duisburg          | Nordrhein-Westfalen    | Binnen                   | 2702                   |
| Stralsund-Dänholm                         | Stralsund         | Mecklenburg-Vorpommern | Ostsee                   | 9180                   |
| Stühlingen                                | Singen            | Baden-Württemberg      | Binnen                   | 4206                   |
| Suben-Autobahn (Österreich)               | Landshut          | Bayern                 | Binnen                   | 7701                   |
| Tauberbischofsheim                        | Heilbronn         | Baden-Württemberg      | Binnen                   | 9456                   |
| Taucha                                    | Dresden           | Sachsen                | Binnen                   | 5603                   |
| Trier-Ehrang                              | Koblenz           | Rheinland-Pfalz        | Binnen                   | 6753                   |
| Uerdingen                                 | Krefeld           | Nordrhein-Westfalen    | Binnen                   | 2903                   |
| Untermünkheim                             | Heilbronn         | Baden-Württemberg      | Binnen                   | 9459                   |
| Velten                                    | Potsdam           | Brandenburg            | Binnen                   | 3702                   |
| Verden                                    | Hannover          | Niedersachsen          | Binnen                   | 5204                   |
| Waldshut                                  | Singen            | Baden-Württemberg      | Binnen                   | 4208                   |
| Wangen (Bodensee) (Öhningen)              | Singen            | Baden-Württemberg      | Deutsch-Schweizer Grenze | 4120                   |
| Wangental (Jestetten)                     | Singen            | Baden-Württemberg      | Deutsch-Schweizer Grenze | 4219                   |
| Weiden-Waidhaus (Weiden in der Oberpfalz) | Regensburg        | Bayern                 | Binnen                   | 8904                   |
| Weil am Rhein-Autobahn                    | Lörrach           | Baden-Württemberg      | Deutsch-Schweizer Grenze | 4055                   |
| Weil am Rhein-Friedlingen                 | Lörrach           | Baden-Württemberg      | Deutsch-Schweizer Grenze | 4056                   |
| Weil am Rhein-Ost                         | Lörrach           | Baden-Württemberg      | Deutsch-Schweizer Grenze | 4061                   |
| Weil am Rhein-Otterbach                   | Lörrach           | Baden-Württemberg      | Deutsch-Schweizer Grenze | 4057                   |
| Weil am Rhein                             | Lörrach           | Baden-Württemberg      | Binnen                   | 4083                   |
| Weilheim                                  | Rosenheim         | Bayern                 | Binnen                   | 7751                   |
| Wetzlar                                   | Gießen            | Hessen                 | Binnen                   | 3453                   |
| Wiechs-Dorf (CH-Altdorf)                  | Singen            | Baden-Württemberg      | Deutsch-Schweizer Grenze | 4121                   |
| Wiechs-Schlauch (Tengen)                  | Singen            | Baden-Württemberg      | Deutsch-Schweizer Grenze | 4122                   |
| Wiesbaden                                 | Darmstadt         | Hessen                 | Binnen                   | 3202                   |
| Wik (Kiel)                                | Kiel              | Schleswig-Holstein     | Ostsee                   | 6203                   |
| Wilhelmshaven                             | Oldenburg         | Niedersachsen          | Nordsee                  | 5310                   |
| Winnenden                                 | Stuttgart         | Baden-Württemberg      | Binnen                   | 9556                   |
| Wismar                                    | Stralsund         | Mecklenburg-Vorpommern | Ostsee                   | 9103                   |
| Wolfsburg                                 | Braunschweig      | Niedersachsen          | Binnen                   | 4906                   |
| Wolgast                                   | Stralsund         | Mecklenburg-Vorpommern | Ostsee                   | 9152                   |
| Wuppertal                                 | Düsseldorf        | Nordrhein-Westfalen    | Binnen                   | 2956                   |
| Zuffenhausen (Stuttgart)                  | Stuttgart         | Baden-Württemberg      | Binnen                   | 9554                   |

## Abfertigungsstellen
| Abfertigungsstelle                                       | Zollamt                     | Hauptzollamt  | Bundesland          | Lage                     | Dienststellenschlüssel |
| -------------------------------------------------------- | --------------------------- | ------------- | ------------------- | ------------------------ | ---------------------- |
| Altenburg-Bahnhof (Jestetten)                            | Jestetten                   | Singen        | Baden-Württemberg   | Deutsch-Schweizer Grenze | 4238                   |
| Altenburg-Nohl (Jestetten)                               | Jestetten                   | Singen        | Baden-Württemberg   | Deutsch-Schweizer Grenze | 4231                   |
| Altenburg-Rheinbrücke (Jestetten)                        | Bühl                        | Singen        | Baden-Württemberg   | Deutsch-Schweizer Grenze | 4232                   |
| Alte Rheinbrücke (Bad Säckingen)                         | Bad Säckingen               | Singen        | Baden-Württemberg   | Deutsch-Schweizer Grenze | 4230                   |
| Baden-Airport (Rheinmünster)                             | (Hauptzollamt Karlsruhe)    | Karlsruhe     | Baden-Württemberg   | Flughafen                | 5881                   |
| Bahnhof (Lottstetten)                                    | Lottstetten                 | Singen        | Baden-Württemberg   | Deutsch-Schweizer Grenze | 4239                   |
| Basler Häfen Deutsche Abfertigungsstelle (Weil am Rhein) | Weil am Rhein-Schusterinsel | Lörrach       | Baden-Württemberg   | Binnen                   | 4086                   |
| Brandenburg                                              | Ludwigsfelde                | Potsdam       | Brandenburg         | Binnen                   | 3732                   |
| Dettighofen                                              | Baltersweil                 | Singen        | Baden-Württemberg   | Deutsch-Schweizer Grenze | 4236                   |
| Dorf (Lottstetten)                                       | Lottstetten                 | Singen        | Baden-Württemberg   | Deutsch-Schweizer Grenze | 4234                   |
| Eberfingen                                               | Stühlingen                  | Singen        | Baden-Württemberg   | Deutsch-Schweizer Grenze | 4243                   |
| Fähre (Friedrichshafen)                                  | Friedrichshafen             | Ulm           | Baden-Württemberg   | Binnen                   | 9420                   |
| Flughafen Memmingen (Memmingerberg)                      | Memmingen                   | Augsburg      | Bayern              | Flughafen                | 7554                   |
| Flugplatz Augsburg                                       | Göggingen (Augsburg)        | Augsburg      | Bayern              | Flughafen                | 7430                   |
| Gailingen-Ost                                            | Gailingen                   | Singen        | Baden-Württemberg   | Deutsch-Schweizer Grenze | 4184                   |
| Gailingen-West                                           | Gailingen                   | Singen        | Baden-Württemberg   | Deutsch-Schweizer Grenze | 4185                   |
| Hafen (Flensburg)                                        | Flensburg                   | Itzehoe       | Schleswig-Holstein  | Ostsee                   | 6132                   |
| Hafen (Konstanz)                                         | Konstanz-Güterbahnhof       | Singen        | Baden-Württemberg   | Deutsch-Schweizer Grenze | 4033                   |
| Hafen (Lübeck)                                           | Lübeck                      | Kiel          | Schleswig-Holstein  | Ostsee                   | 6332                   |
| Hemmenhofen                                              | Gaienhofen                  | Singen        | Baden-Württemberg   | Deutsch-Schweizer Grenze | 4188                   |
| Holzminden                                               | Hameln                      | Hannover      | Niedersachsen       | Binnen                   | 5056                   |
| IFS Radefeld                                             | Taucha                      | Dresden       | Sachsen             | Binnen                   | 5633                   |
| IFS Speyer                                               | Germersheim                 | Saarbrücken   | Rheinland-Pfalz     | Binnen                   | 6681                   |
| IPZ Niederaula                                           | Bad Hersfeld                | Gießen        | Hessen              | Binnen                   | 3402                   |
| IPZ-See (Hafencity)                                      | Post (Hamburg)              | Hamburg-Stadt | Hamburg             | Binnen                   | 4633                   |
| (Itzehoe)                                                | (Hauptzollamt Itzehoe)      | Itzehoe       | Schleswig-Holstein  | Binnen                   | 6183                   |
| Jestetten – Bahnhof                                      | Bühl                        | Singen        | Baden-Württemberg   | Deutsch-Schweizer Grenze | 4233                   |
| Klein Venedig (Konstanz)                                 | Konstanz-Kreuzlinger Tor    | Singen        | Baden-Württemberg   | Deutsch-Schweizer Grenze | 4031                   |
| Köln-Messe                                               | Wahn (Köln)                 | Köln          | Nordrhein-Westfalen | Binnen                   | 7181                   |
| Luftverkehr (Erfurt)                                     | Am Flughafen (Erfurt)       | Erfurt        | Thüringen           | Flughafen                | 3030                   |
| Messe (Hamburg)                                          | Oberelbe (Hamburg)          | Hamburg-Stadt | Hamburg             | Binnen                   | 4632                   |
| Messe (Leipzig)                                          | Taucha                      | Dresden       | Sachsen             | Binnen                   | 5631                   |
| Messe (Berlin)                                           | Dreilinden (Berlin)         | Berlin        | Berlin              | Binnen                   | 2181                   |
| Messe (Düsseldorf)                                       | Nord (Düsseldorf)           | Düsseldorf    | Nordrhein-Westfalen | Binnen                   | 2631                   |
| Landesmesse (Stuttgart)                                  | Flughafen (Stuttgart)       | Stuttgart     | Baden-Württemberg   | Binnen                   | 9589                   |
| Murbach (Gottmadingen)                                   | Gottmadingen                | Singen        | Baden-Württemberg   | Deutsch-Schweizer Grenze | 4186                   |
| Nack (Lottstetten)                                       | Lottstetten                 | Singen        | Baden-Württemberg   | Deutsch-Schweizer Grenze | 4240                   |
| Neuruppin                                                | Velten                      | Potsdam       | Brandenburg         | Binnen                   | 3730                   |
| Norwegenkai (Kiel)                                       | Wik (Kiel)                  | Kiel          | Schleswig-Holstein  | Ostsee                   | 6231                   |
| Oberstaad (Öhningen)                                     | Öhningen                    | Singen        | Baden-Württemberg   | Deutsch-Schweizer Grenze | 4189                   |
| Perleberg                                                | Velten                      | Potsdam       | Brandenburg         | Binnen                   | 3731                   |
| Personenbahnhof (Konstanz)                               | Konstanz-Emmishofer Tor     | Singen        | Baden-Württemberg   | Deutsch-Schweizer Grenze | 4032                   |
| Pforzheim                                                | Nagold                      | Karlsruhe     | Baden-Württemberg   | Binnen                   | 5857                   |
| Singen – Personenbahnhof                                 | Gailingen                   | Singen        | Baden-Württemberg   | Deutsch-Schweizer Grenze | 4181                   |
| Randegg                                                  | Gailingen                   | Singen        | Baden-Württemberg   | Deutsch-Schweizer Grenze | 4187                   |
| Rheinfähre (Waldshut-Tiengen)                            | Waldshut                    | Singen        | Baden-Württemberg   | Deutsch-Schweizer Grenze | 4242                   |
| Rheinfelden/Rheinhafen (Weil am Rhein)                   | Weil am Rhein-Schusterinsel | Lörrach       | Baden-Württemberg   | Binnen                   | 4085                   |
| Thayngen                                                 | Gailingen                   | Singen        | Baden-Württemberg   | Deutsch-Schweizer Grenze | 4183                   |
| Umschlagbahnhof (Weil am Rhein)                          | Weil am Rhein Autobahn      | Lörrach       | Baden-Württemberg   | Binnen                   | 4081                   |
| Waldshut – Personenbahnhof                               | Rheinheim                   | Singen        | Baden-Württemberg   | Deutsch-Schweizer Grenze | 4241                   |
| Weisweil                                                 | Erzingen                    | Singen        | Baden-Württemberg   | Deutsch-Schweizer Grenze | 4237                   |
| Wiesenuferweg (Lörrach)                                  | Stetten (Lörrach)           | Lörrach       | Baden-Württemberg   | Deutsch-Schweizer Grenze | 4082                   |

## Anmerkung
1. ↑  Eine Besonderheit stellt das Zollamt in Basel dar, da es sich komplett auf Schweizer Boden befindet und damit nicht nur außerhalb des Deutschen Staatsgebietes, sondern auch außerhalb des Zollgebietes der Union. Einmalig ist auch die Bezeichnung „Deutsches Zollamt“ anstatt nur „Zollamt“.